# Hygophum taaningi
Hygophum taaningi är en fiskart som beskrevs av Becker, 1965. Hygophum taaningi ingår i släktet Hygophum och familjen prickfiskar. Inga underarter finns listade i Catalogue of Life.